# Areflexie
Als Areflexie wird das vollständige Fehlen eines oder mehrerer Eigenreflexe bezeichnet. Es kann zwischen fehlenden Reizantworten auf optische Reize (also beispielsweise dem Verengen der Pupille beim Beleuchten mit einer Taschenlampe) und haptische Reize (beispielsweise fehlender Achillessehnenreflex) unterschieden werden. Abgeschwächte oder verminderte Reflexe werden im Gegensatz dazu als Hyporeflexie, gesteigerte oder vermehrte Reflexe als Hyperreflexie bezeichnet.
Häufigere Erkrankungen, die mit einer Areflexie einhergehen sind Polyneuropathien bei Diabetes mellitus, Alkoholmissbrauch und anderen Stoffwechselerkrankungen, die Landry-Paralyse oder eine Radikulitis. Seltenere Erkrankungen mit Areflexie sind beispielsweise das Adie-Syndrom oder die Borreliose.